# Antonio Barrios
Antonio Barrios Seoane (Guecho, Vizcaya, 21 de mayo de 1910 - San Sebastián, 19 de agosto de 2002) fue un jugador y entrenador de fútbol español.

## Trayectoria

### Jugador
Aunque Antonio Barrios destacó fundamentalmente por su larga trayectoria como entrenador, como jugador también actuó en el Racing de Ferrol en 1932/33 (estuvo en el conjunto verde hasta el mes de enero de 1933) y luego llegó a disputar dos temporadas en Primera División, ambas en el Arenas de Guecho, la 1932/33 y la 1933/34.

### Entrenador
A lo largo de tres décadas, Antonio Barrios desarrolló una amplia carrera como entrenador, siempre en la Liga Española. En Primera División dirigió un total de 350 partidos.
Los equipos que entrenó fueron los siguientes:
- 1945-1948: Real Valladolid
- 1949-1950: Real Valladolid
- 1950-1951: Racing de Santander
- 1951-1952: CD Málaga
- 1952-1954: Athletic de Bilbao
- 1954-1955: Atlético Tetuán
- 1955-1957: Atlético de Madrid
- 1957-1958: Real Betis
- 1959-1960: RCD Español
- 1960-1961: Elche CF
- 1961-1963: Sevilla FC
- 1963-1964: Real Sociedad
- 1964-1965: Athletic de Bilbao
- 1965: Real Valladolid
- 1966-1967: Real Betis
- 1967-1968: Sevilla FC
- 1968: Real Valladolid
- 1969-1971: Real Betis
- 1972: Recreativo de Huelva
- 1973-1974: Club Atlético Osasuna